# 天使战争

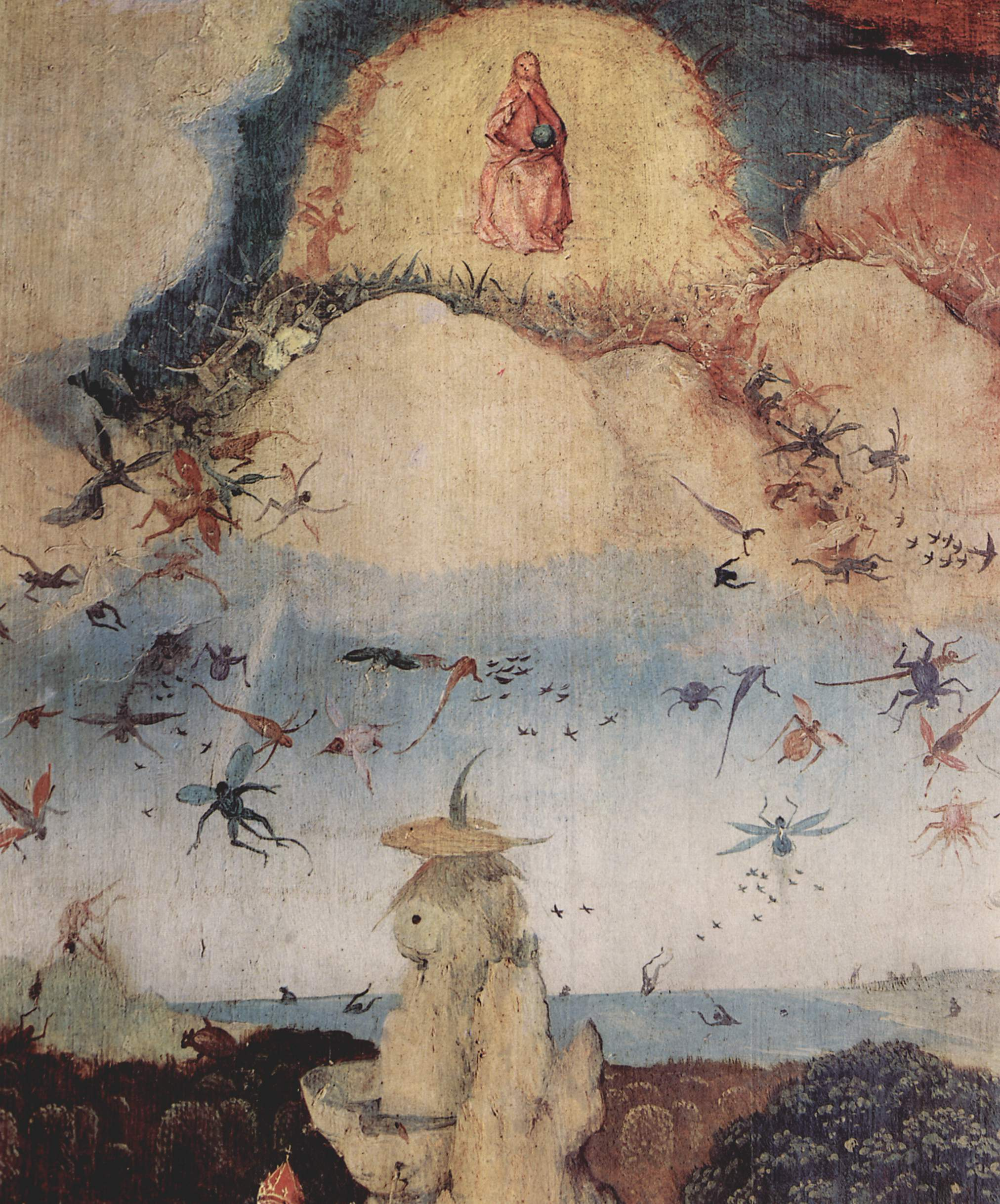
耶罗尼米斯·博斯所绘制三联画作品《干草车》中所描绘的“叛逆天使的堕落”。

天使戰爭是出自基督教的傳說，記載於《新约圣经》的預言類书卷《启示录》第12章第7-9节，敘述耶稣啟示給《启示录》的作者拔摩岛的约翰关于善惡势力在天上和地上争战的异象。

## 墮落的撒旦
对《聖經》的評論普遍認為這一段話作為末世論的眼光，末日或作為靈性的爭鬥的象徵，看到它作為“反對在遠古時代背叛上帝的天使－撒旦/路西法。”（如彌爾頓的《失樂園》）
墮落的路西法和他的使者們在猶太教和基督教的天使傳說和藝術中常常出現。被描述為作出罪惡之行為的前天使們，且被處以放逐之刑。
天使之戰中路西法被描寫成從天上墮落，被視為天使长米迦勒在天使之戰中的對手。

## 墮天使
墮天使是在亞伯拉罕諸教中，對被處罰而从天堂被放逐的天使們的總稱，特別是針對於路西法這個傳說中的墮天使。

## 基督信仰觀點
基督信仰對天使之戰的觀念是基於《启示录》第12章第7-9节的記載，
|                           | 在天上就有了爭戰；米迦勒同他的使者與龍爭戰，龍也同它的使者去爭戰，並沒有得勝，天上再沒有他們的地方。大龍就是那古蛇 ，名叫魔鬼，又叫撒旦，是迷惑普天下的；它被摔在地上，它的使者也一同被摔下去。 |
| ——《啟示錄》第12章第7-9节 | |

比起《聖經》的經文，彌爾頓在他的創作失樂園中對天使之戰的描寫，造成大眾文化對於天使之戰有更生動的印象。

## 相关图片

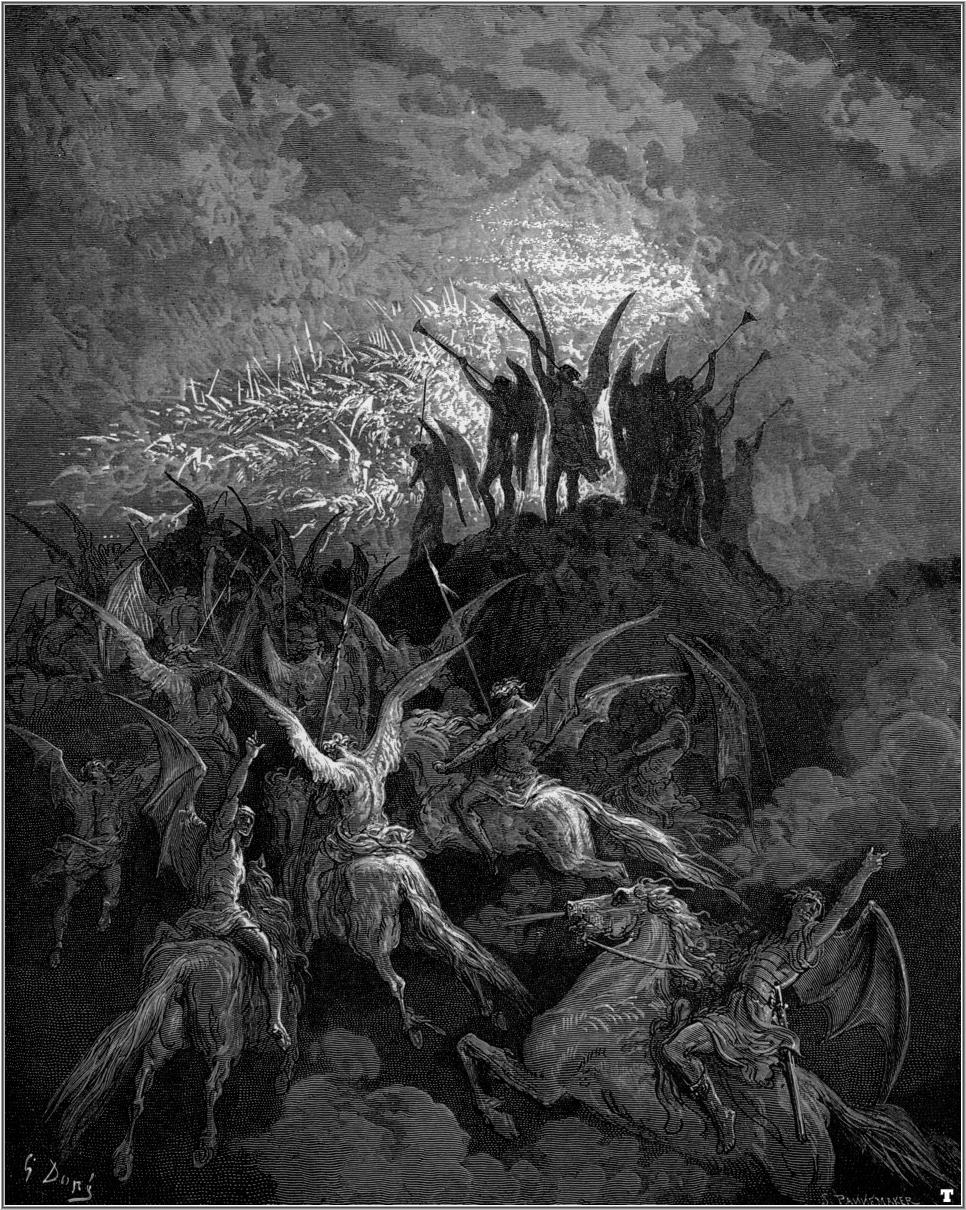
Angels of heaven blow trumpets in triumph, by Gustave Doré
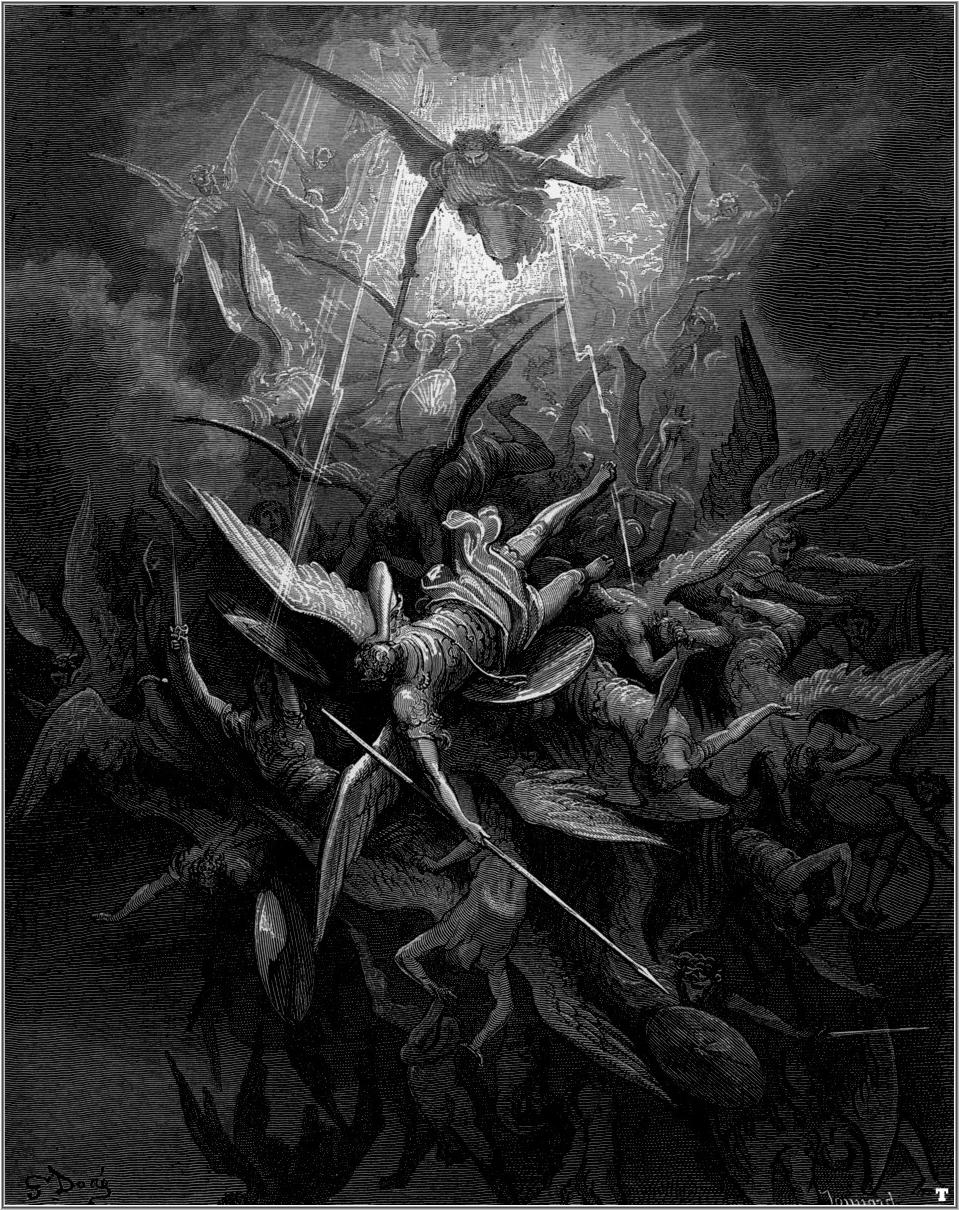
Michael casts out rebel angels, by Gustave Doré
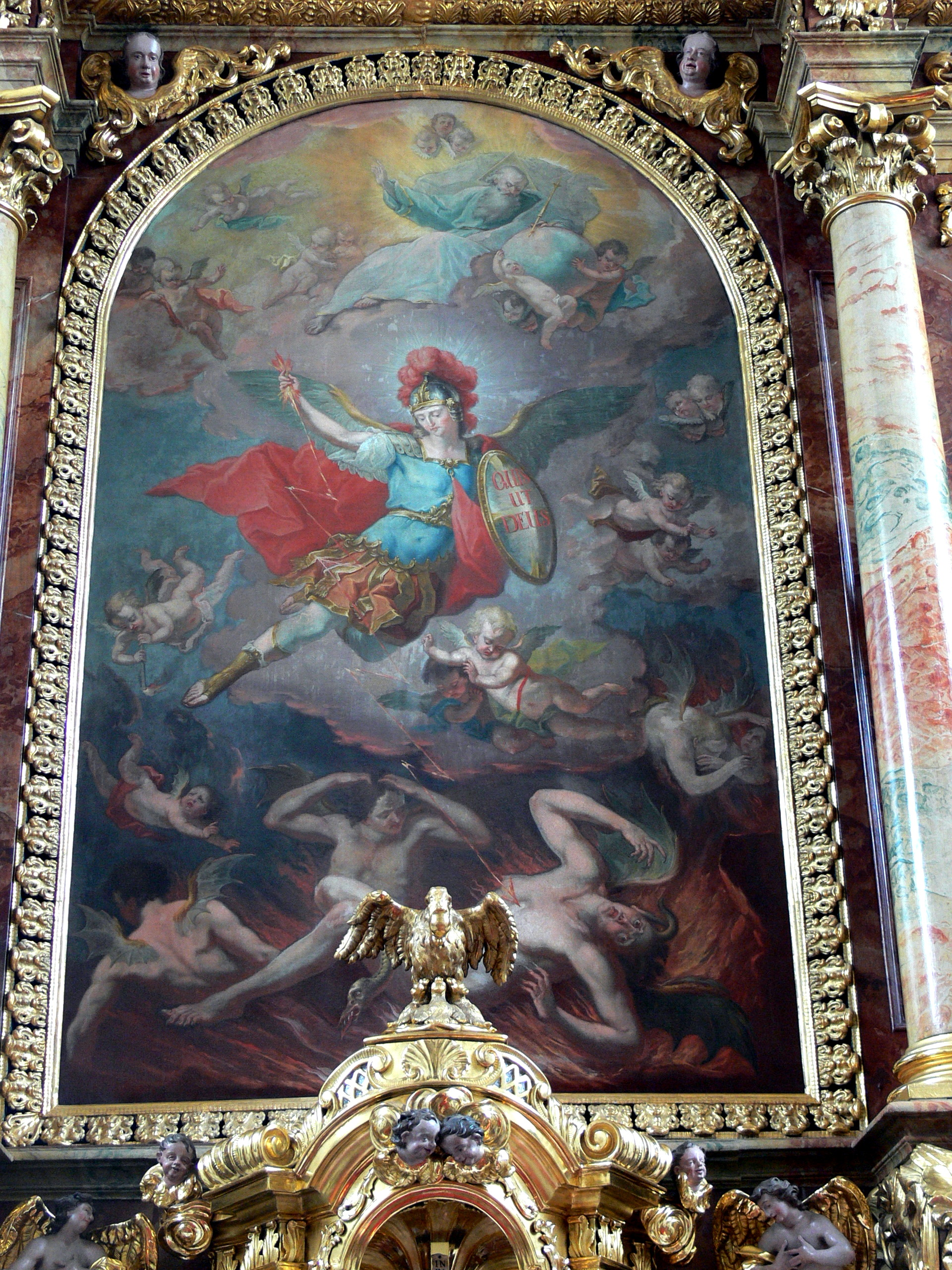
Michael fights rebel angels, by Johann Georg Unruhe （页面存档备份，存于） 1793
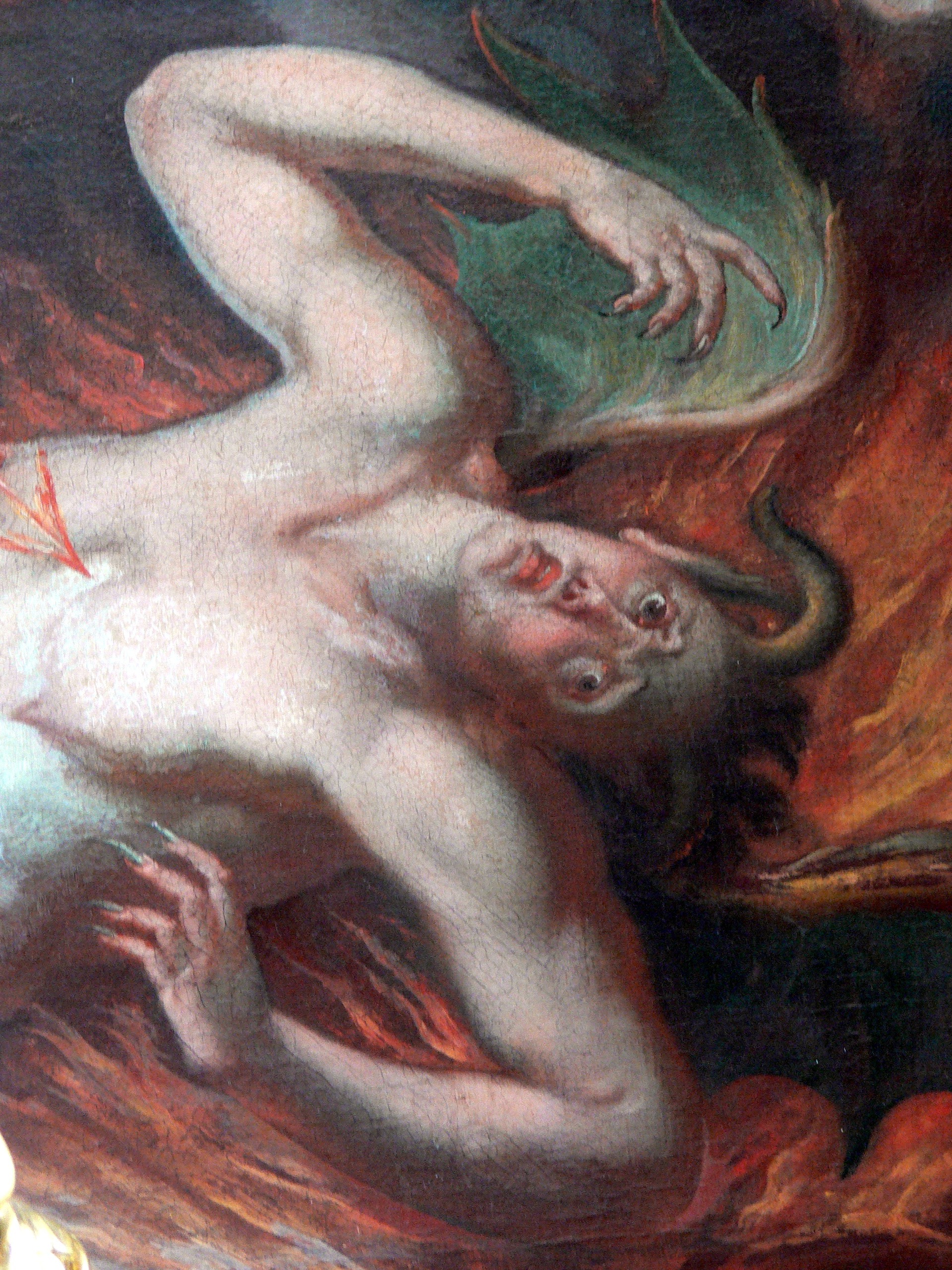
Detail of preceding
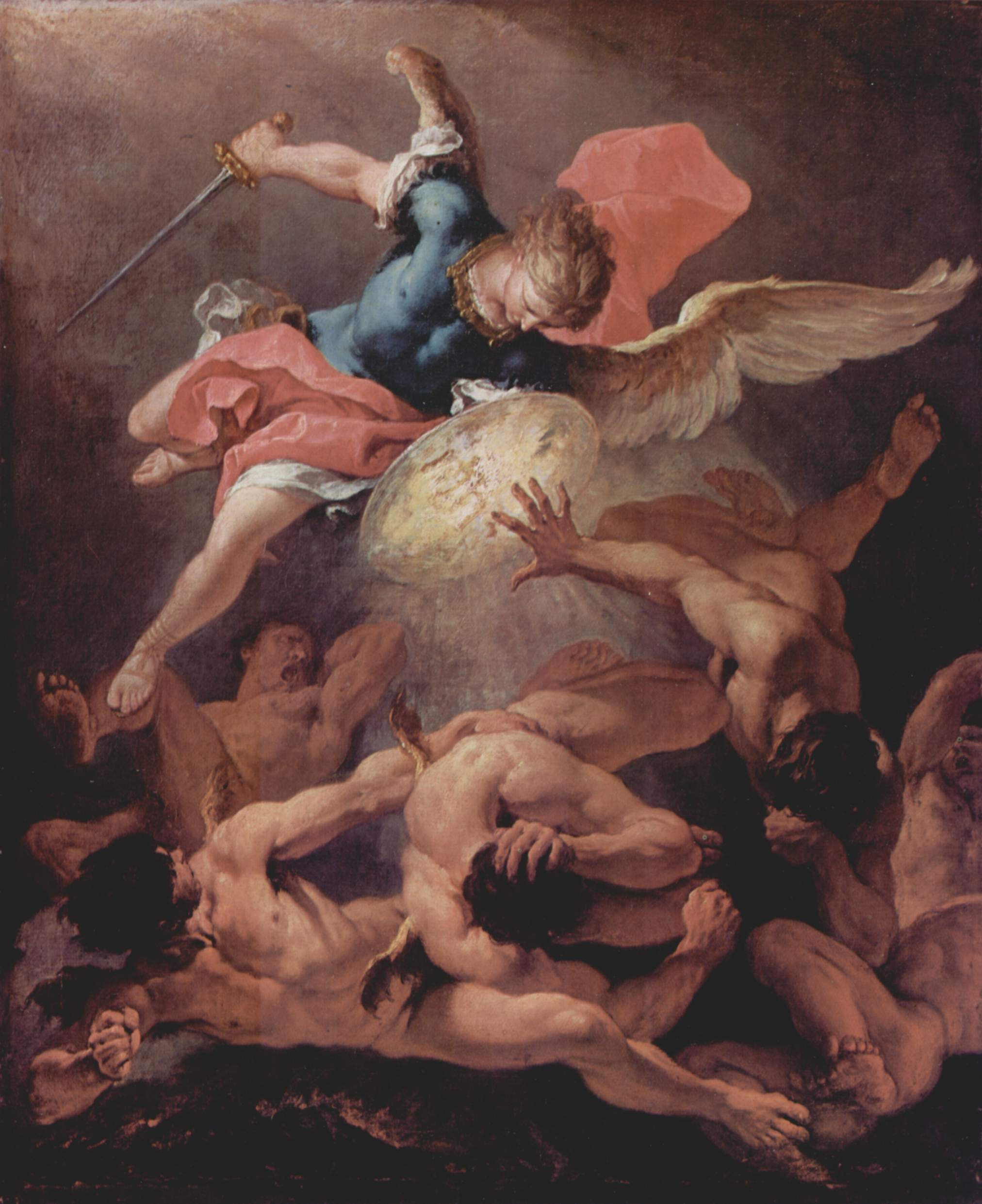
Michael fights rebel angels, by Sebastiano Ricci, c. 1720
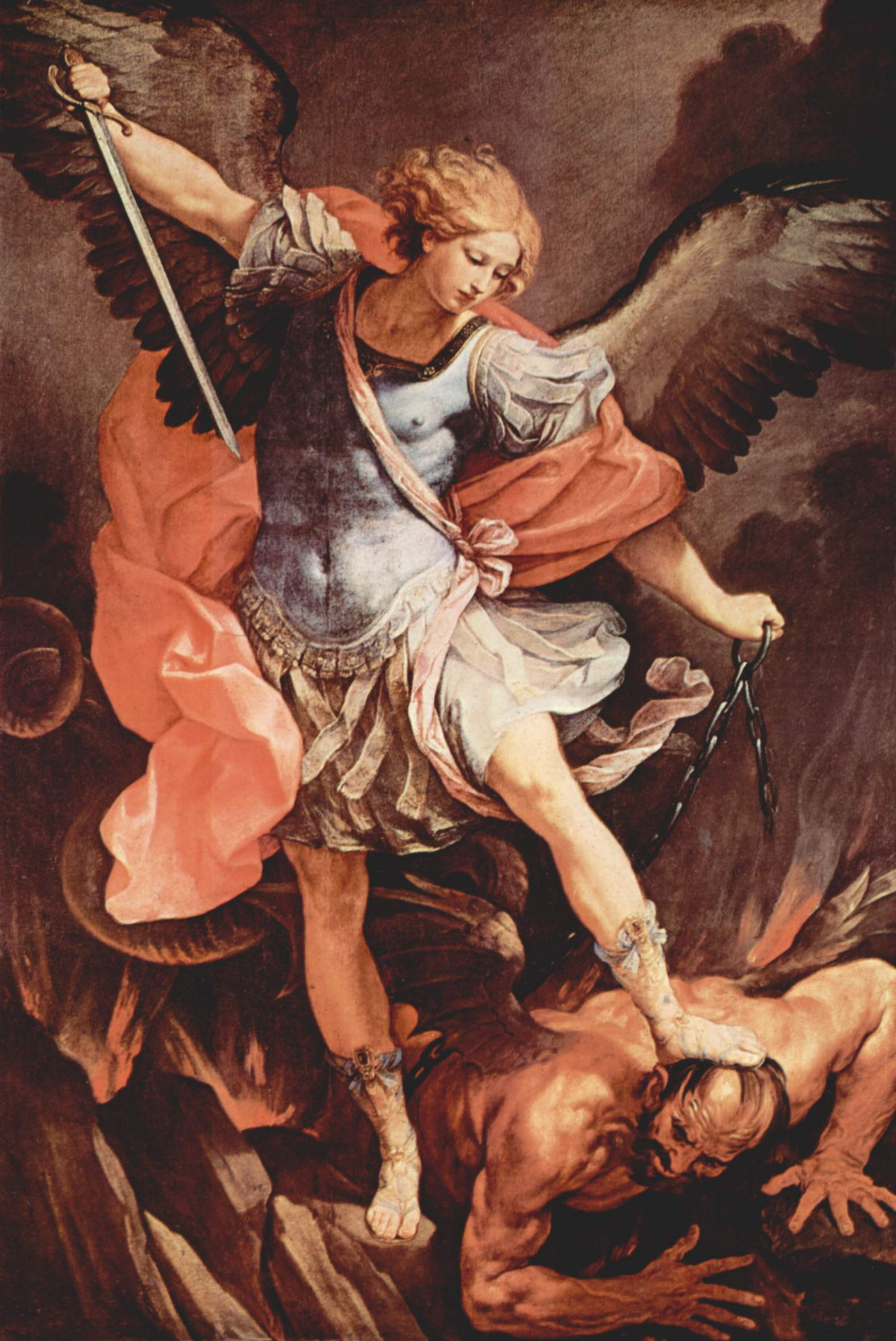
Michael and Satan, by Guido Reni, c. 1636
Defeat of rebel angels, by Pieter Bruegel the Elder
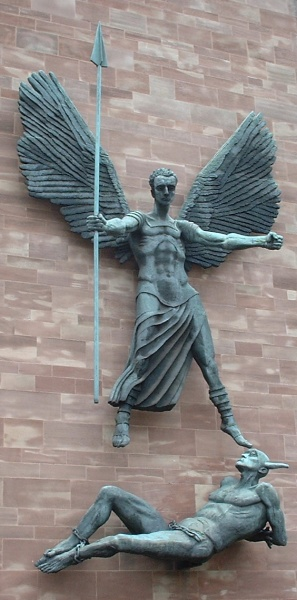
Michael's victory over the devil, by Jacob Epstein
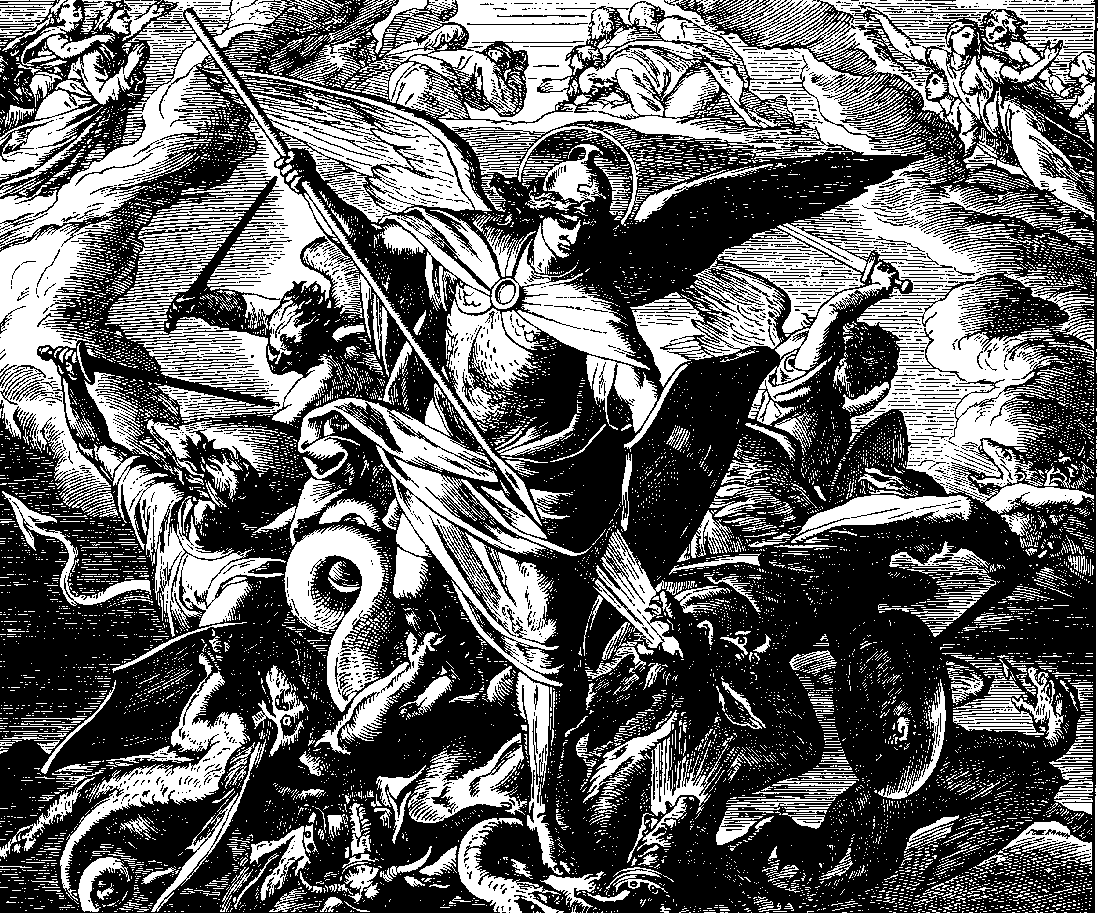
Michael and the Dragon. Die Bibel in Bildern (Revelation) engraving by Julius Schnorr von Carolsfeld, 1860.
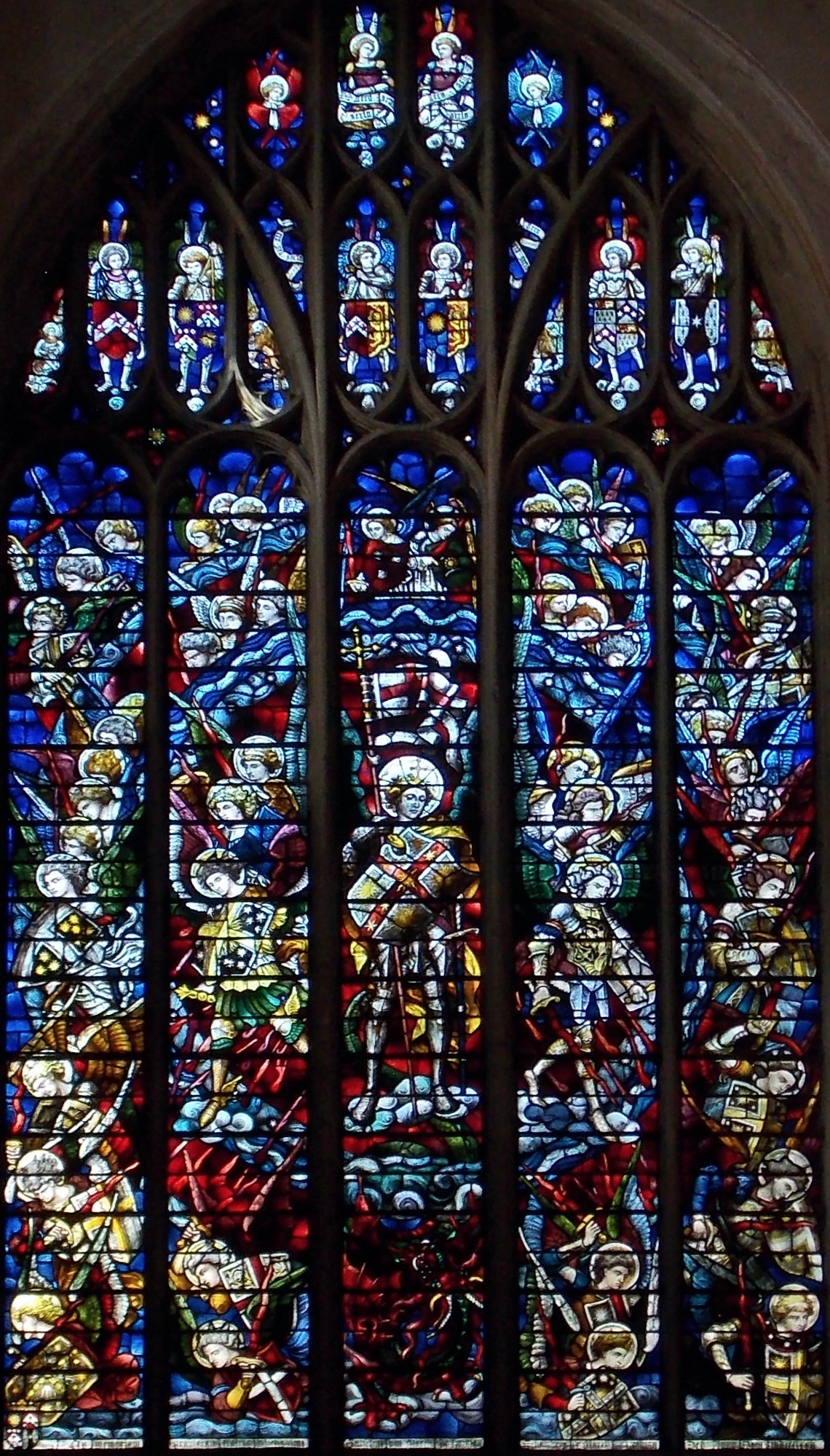
天使軍團準備進入戰鬥。花窗玻璃，牛津基督堂座堂。
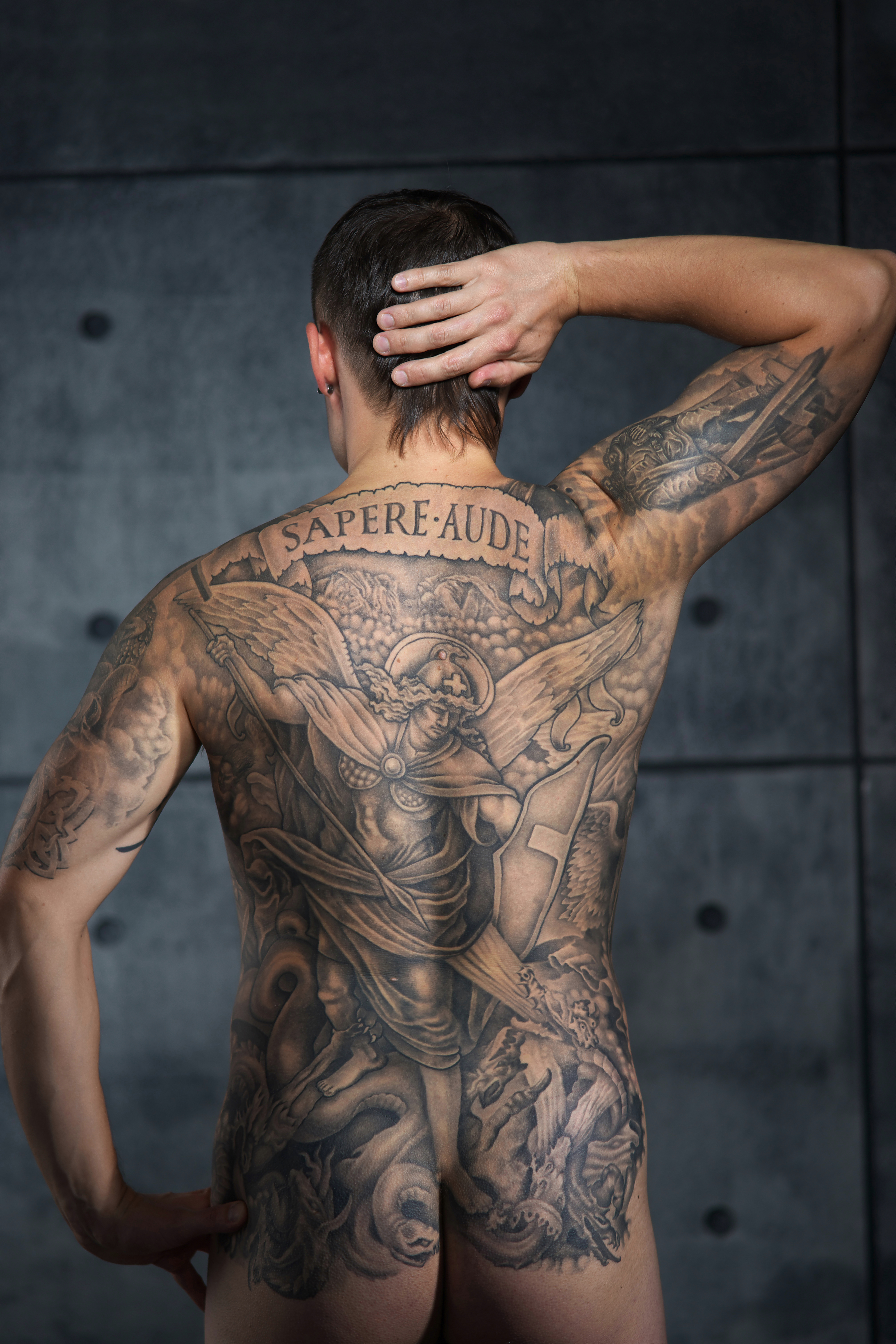
Man with a full back tattoo. Michael and the Dragon. Adapted from Die Bibel in Bildern (Revelation) engraving.

## 延伸阅读
- Christoph Auffarth, Loren T. Stuckenbruck (Eds.): The Fall of the Angels. Brill, Leiden 2004 (Themes in Biblical Narrative, 6), ISBN 90-04-12668-6.
- Mareike Hartmann: Höllen-Szenarien. Eine Analyse des Höllenverständnisses verschiedener Epochen anhand von Höllendarstellungen. Lit, Münster 2005 (Ästhetik – Theologie – Liturgik, 32), ISBN 3-8258-7681-0.
- Neil Forsyth, The Old Enemy: Satan & the Combat Myth (Princeton University Press) 1987.